# Vol Sudan Airways 109
Le 10 juin 2008, l'Airbus A310 assurant le vol Sudan Airways 109, un vol international régulier opéré par Sudan Airways et reliant Amman, en Jordanie, à Khartoum, au Soudan, avec des escales à Damas et Port Soudan, s'est écrasé lors de l'atterrissage à l'aéroport international de Khartoum, vers 17h26, tuant 30 des 214 occupants de l'appareil et blessant 17 autres à bord.
L'enquête a été menée par la Direction centrale d'enquête sur les accidents aériens du Soudan, avec l'aide du Bureau d'enquêtes et d'analyses pour la sécurité de l'aviation civile (BEA). Elle a conclu que l'accident a été causé par le fait que l'appareil a atterri trop loin sur la piste et ne disposait plus d'une distance suffisante pour s'arrêter avant la fin de la piste.
Cela fut aggravé par le manque d'adhérence de l'appareil sur la piste, à cause des fortes précipitations, ainsi que le non-déploiement du freinage automatique et de l'un des deux inverseurs de poussée de l'A310. Les mauvaises conditions météorologiques et le manque d'information de l'équipage sur la météo ont été cités comme facteurs contributifs à cet accident. 
À la suite de l'accident, la Direction centrale d'enquête sur les accidents aériens du Soudan a émis plusieurs recommandations, principalement sur une meilleure formation des équipages et de meilleures infrastructures sur l'aéroport.

## Contexte

### Avion
L'appareil impliqué dans l'accident est un Airbus A310-324, immatriculé ST-ATN (numéro de série 548), qui a effectué son vol inaugural le 10 juin 200823 août 1990. Équipé de deux moteurs Pratt & Whitney PW4152, il a été livré neuf à Singapore Airlines le 22 octobre 1990 et immatriculé 9V-STU, avant d'être ensuite livré à Air India, et réimmatriculé VT-EVF, le 10 mars 2001. L'avion est finalement immatriculé ST-ATN et livré à la compagnie aérienne soudanaise Sudan Airways le 1er décembre 2007. Selon Airbus, au moment de l'accident, il cumulait 52 000 heures de vol et 21 000 cycles (décollage/atterrissage).

### Passagers et équipage
Il y avait 203 passagers et 11 membres d'équipage à bord de l'avion, dont deux pilotes dans le poste de pilotage :
- Le commandant de bord était Abdulqader Saeed (60 ans). Il totalisait 14 180 heures de vol, dont 3 088 heures sur A310.
- Le copilote était Ali Fazaa (50 ans). Il comptait 9 879 heures de vol à son actif, dont 3 347 heures sur A310.

| Nationalité | Passagers | Équipage | Total |
| ----------- | --------- | -------- | ----- |
| Soudan      | 201       | 11       | 212   |
| Irak        | 2         | 0        | 2     |
| Total       | 203       | 11       | 214   |

## Accident
Le vol 109 avait pour origine Amman, capitale de la Jordanie, et sa destination finale était Khartoum, au Soudan, avec une escale prévue à Damas, la capitale syrienne. L'avion avait décollé d'Amman avec l'inverseur de poussée du moteur n°1 (moteur gauche) hors service et désactivé, après être arrivé du Caire la veille, la panne étant signalée conformément à la liste principale d'équipement minimum (en) (MMEL) de l'A310.
Les autorités jordaniennes ont déclaré que l'avion transportait 34 passagers depuis Amman, tandis qu'à Damas, il en avait pris 169 autres. Une tempête de sable et de fortes pluies ont empêché l'avion d'atterrir à Khartoum et ont contraint l'équipage à se dérouter vers Port Soudan. L'avion a ensuite été autorisé à retourner à sa destination initiale.
À l'approche de Khartoum, l'équipage a reçu les informations météorologiques. Le vol 109 a reçu l'autorisation du contrôle aérien et a entamé sa phase d'atterrissage. L'avion a atterri à l'aéroport international de Khartoum à 17 h 26 UTC, mais est sorti de la piste et s'est immobilisé 705 pieds (215 m) au-delà de l'extrémité de la piste 36. Un incendie s'est alors déclaré sur le coté droit de l'appareil.
L'incendie s'étant déclaré du côté droit de l'avion, les toboggans n'ont été déployés que du côté gauche. L'incendie, qui a réussi à pénétrer dans la cabine, a été signalé comme très intense et a créé une épaisse fumée pendant l'évacuation des passagers. L'épaisse fumée et l'obscurité ont entravé l'évacuation, rendue encore plus difficile par la panique des passagers, qui n'avaient reçu aucune information sur les procédures de sécurité. Les communications entre les membres d'équipage étaient inefficaces et les passagers cherchant à récupérer leurs bagages à main ont encore retardé l'évacuation. Le toboggan arrière gauche étant inutilisable en raison de la hauteur de l'avion, les passagers ont dû utiliser soit le toboggan central, soit le toboggan avant gauche (ce qui a provoqué un entassement des passagers au niveau des sorties), alors que l'incendie s'est rapidement propagé à l'avant du fuselage et au cockpit.
L'aéroport a été immédiatement fermé en raison de l'accident et les services de secours ont été déployés sur le lieu du crash. Cependant, les opérations de sauvetage ont été entravées par le manque de personnel au sol, le manque de matériel de communication entre les différentes équipes de secours, les surfaces accidentées autour du lieu de l'accident, l'absence de voies de sortie de secours et la participation des véhicules de pompiers de la protection civile. Plusieurs ambulances ont été mobilisées à l'aéroport pour transporter les blessés vers les hôpitaux de Khartoum. Un bus a été également affrété pour emmener les passagers survivants afin qu'ils soient examinés.
Sur les 203 passagers et 11 membres d'équipage présents à bord de l'avion, 29 passagers et un membre d'équipage ont perdu la vie. De nombreuses victimes étaient des enfants handicapés, ainsi que des personnes âgées revenant d'un traitement à Amman. 

## Enquête
Les enquêteurs ont analysé plusieurs constatations et ont établi une séquence d'événements à partir de ces observations. Ces constatations comprennent des données provenant des enregistreurs de vol (CVR et FDR), des données météorologiques, des informations sur l'infrastructure aéroportuaire et des données recueillies lors de simulations de vol.
Avant l'atterrissage du vol 109, l'équipage a été informé des conditions météorologiques présentes à l'aéroport. Le contrôle aérien de Khartoum a signalé à tort la présence d'un vent arrière à l'aéroport. Les pilotes ont également été informés des précipitations à l'aéroport. Dès que le vol 109 a reçu l'autorisation d'atterrir, l'équipage a préparé l'avion pour l'atterrissage.
Le vol 109 a atterri à 19 h 26, heure locale. La vitesse indiquée (Vi) était de 140 nœuds (260 km/h), tandis que la vitesse sol (Vs) était de 155 nœuds (287 km/h). Cela indique que l'A310 a été frappé par un vent arrière de 15 nœuds (28 km/h). L'équipage, cependant, ne s'en est pas rendu compte. De ce fait, le vol 109 a atterri à environ 2 790-2 950 pieds (850-900 m) du seuil de piste.
La piste a été jugée très glissante, ce qui a entraîné une forte diminution du coefficient de freinage. Le pilote a cependant décidé de ne pas utiliser le freinage automatique, bien que le contrôleur l'ait informé de l'état de la piste. L'avion a continué de rouler le long de la piste. L'équipage a alors décidé d'utiliser les inverseurs de poussée. L'inverseur de poussée du moteur gauche, qui était alors désactivé, a provoqué une dissymétrie au niveau de la puissance ; l'avion a rapidement commencer à virer vers la droite. Le pilote a cependant réussi à ramener l'avion dans l'axe de la piste.
Le commandant de bord a alors appuyé à fond sur les deux pédales de frein. Les roues se sont bloquées et l'antipatinage s'est retrouvé désactiver. L'A310 a dépassé la piste à une vitesse de 76 nœuds (141 km/h). L'aile droite a alors percuté des antennes et des feux d'approche. L'avion avait déjà subi plusieurs fuite de carburant au niveau des deux ailes ; en heurtant ces structures au sol, les conduites de kérosène de l'avion ont été sectionné. L'incendie s'est alors rapidement déclaré lorsque l'avion s'est immobilisé.

### Conclusion
L'accident du vol 109 a été causé par une combinaison d'un arrondi trop long lors de l'atterrissage, de la piste mouillée, d'un atterrissage sans freinage automatique et d'un atterrissage avec l'inverseur de poussée du moteur gauche désactivé. L'inverseur inopérant a fait virer l'avion vers la droite lorsque le commandant de bord a activé l'inversion de poussée sur les deux moteurs. 
Une faible visibilité, de fortes pluies et des vents forts étaient également présents au moment de l'accident. Le fait que l'équipage ait été informé à tort qu'il avait un vent de face de 7 nœuds (13 km/h) pour l'atterrissage, alors qu'il avait en réalité un vent arrière de 15 nœuds (28 km/h) a contribué à cette sortie de piste à l'atterrissage . 